# Grøn træpyton
Grøn træpython (Morelia viridis) er en slange af pytonfamilien, der lever i Indonesien, Papua Ny Guinea og nordligste Queensland i Australien.
Dens vigtigste habitat er buske og træer i regnskove.
De voksne slanger bliver i gennemsnit 120-200 cm lange og de fleste har en slående grøn eller gul farve. Farvemønsteret for denne art kan variere voldsomt fra sted til sted. Ungerne forekommer i rødlige, lyse gule og orange farver.
Disse slanger har en særlig måde at hvile i grenene på. De laver en "spole" eller to på en trægren, og placerer hovedet i midten (se billedet til højre). Dette træk deles med grøn træboa (Corallus caninus) fra Sydamerika. Denne vane, sammen med deres udseende, har fået folk til at forveksle de to arter.
Kosten består hovedsageligt af små pattedyr, såsom gnavere, og til tider krybdyr. I naturen udklækkes og beskyttes æggene (1-25 stk) af hunnen, ofte i et hulrum i et træ. Ungerne er citrongule med brækkede striber og pletter af lilla og brun eller gyldne eller orange/røde, der med tiden skifter farve i takt med at dyrene modnes.
En trussel mod arten er ødelæggelse af levesteder på grund af skovhugst.